# Marc-Henri Wajnberg
 (juin 2025).
Si vous disposez d'ouvrages ou d'articles de référence ou si vous connaissez des sites web de qualité traitant du thème abordé ici, merci de compléter l'article en donnant les références utiles à sa vérifiabilité et en les liant à la section « Notes et références ».
 (juin 2025).
Marc-Henri Wajnberg est un réalisateur et producteur belge. Il a étudié le cinéma à l'INSAS, à Bruxelles. Il est également scénariste, comédien et dirigeant de la société de production Wajnbrosse Productions.
Il a réalisé plus de 2 700 courts et très courts-métrages, des documentaires, des longs métrages, un film en réalité virtuelle à choix interactif , des animations en 2D et en stop motion. Il a lancé la mode des films shorts dans le monde, au début des années 80’ avec sa collection de 1200 films de 8 secondes ‘Clapman’, multi-diffusée quotidiennement dans une cinquantaine de pays et dont il est l'auteur, l’interprète, le réalisateur et le producteur. Son premier long-métrage , Just Friends, en 1993, fut le film représentant la Belgique pour l’Académie des Oscars. Son œuvre a été récompensée par plus de 100 prix internationaux, dont le Rail d'Or à Cannes pour le court-métrage Le Réveil en 1996.

## Biographie
Marc-Henri Wajnberg, né à Bruxelles, a effectué ses études de cinéma à l'INSAS, Institut National Supérieur des Arts du Spectacle et des Techniques de Diffusion. Son film de fin d’études représente l’INSAS aux rencontres internationales des écoles de cinéma (Cilect).
En 1982, il écrit, interprète, réalise et produit Clapman, une série de 1200 shorts de 8 secondes qui seront diffusés quotidiennement dans plus de 50 pays. Cette série recevra 5 prix internationaux dont le Gold Award au Festival International du Film et de la TV à New York en 1984.
En 1993 il réalise son premier long-métrage, Just Friends, qui nous plonge dans le milieu musical du jazz, à Anvers en 1959, à travers un saxophoniste talentueux rêvant de faire carrière à New-York. Interprété par Josse de Pauw, Sylvie Milhaud, Ann Gisel Glass et Charles Berling, ce film a remporté 13 prix.
Il réalise le court-métrage Le Réveil en 1996, récompensé par le Rail d'Or à Cannes et dans lequel il met en scène Jean-Claude Dreyfus se réveillant chaque matin au moyen de mille mécanismes ingénieux (22 prix).
Sa curiosité et son intérêt pour l'art et l'histoire le mènent également à se consacrer à la réalisation de documentaires de création, tels que Evgueni Khaldeï, photographe sous Staline en 1997 et Oscar Niemeyer, un architecte engagé dans le siècle, en 2001, un témoignage sur l'architecte le plus prolifique du XXe siècle (12 prix).
Au cours des années 2000, Marc-Henri Wajnberg développe de nombreux projets. Il conçoit et produit une collection de 33 documentaires pour Arte, Kaléidoscope, regards sur un cadre de vie, dont il réalise quatre épisodes. Dans chaque numéro, Kaléidoscope – le guide – choisit un lieu de vie singulier, public ou privé, en Europe ou ailleurs, et le décline en une succession de regards fragmentés.
En 2001, dans le cadre d’une soirée thématique de Arte, il écrit, réalise et joue avec Jean-Claude Dreyfus dans la fiction sous forme de documentaire ‘Le tour du monde en 80 bières’.
Il gère durant 6 ans un contrat cadre pour la Commission Européenne pour la production de spots d’éducations et réalise le film ‘Nanotechnologie’ à l’attention de toutes les terminales des écoles européennes.
Il collabore au développement et coproduit Five Obstructions, long-métrage documentaire dogme de Lars von Trier et Joergen Leth. Un film de recherche où les idées préconçues et les opinions des deux hommes seront continuellement remises en question.
En 2009, Marc-Henri Wajnberg conçoit et produit une collection de 5 documentaires tournés en République Démocratique du Congo, La Terre, des Hommes. Dans le cadre des 50 ans d'indépendance de l'Afrique, il réalise pour Arte un webdocumentaire Portrait de Kinshasa, épisode de la collection primée L’Afrique des indépendances.
De cette rencontre avec Kinshasa et ses habitants, Marc-Henri Wajnberg fait naître son second long-métrage, Kinshasa Kids. Une fiction mêlée au style documentaire qui raconte l'histoire de 8 enfants en situation de rue en quête d'une vie meilleure dans une Kinshasa bouillonnante qui peine encore à se reconstruire (60 festivals, 8 prix dont le Prix des Droits humains remis à Strasbourg par 8 ambassadeurs).
Il s’occupe des enfants de ses films pour les aider à sortir de la rue et retrouver une vie normale. Il conçoit, réalise et produit un film en réalité virtuelle avec des enfants en situation de rue. Ce film à choix interactif, sans que le film ne s’arrête entre les choix, est une première mondiale technique. Le film sera sélectionnée à Venise et dans 43 autres pays (18 grands prix).
Toujours à Kinshasa, il réalise, I am Chance, qui met en lumière la situation des jeunes filles en situation de rue en racontant la vie mouvementée de Chancelvie et ses amies qui affrontent le monde et ses difficultés avec sourire et résilience(41 festivals, 14 prix)
Marc-Henri Wajnberg a été professeur à l’école de cinéma à l’ERG (Bruxelles) en 1987 et à l’école internationale de cinéma de San Antonio de Los Banos - EICTV (Cuba) en 1994 et 2012, au centre culturel français de Kinshasa en 2014 et conférencier à l’université de Béjing.
Il a été Président de Centre du Film sur l’Art de 2003 à 2006 et est membre de la Commission Cinéma de la Fédération Wallonie Bruxelles.

## Filmographie

### Acteur

#### Cinéma
- 1980 : Mama Dracula : Vladimir
- 1990 : Koko Flanel : Frédérique
- 2005 : Bunker paradise : Le client

#### Courts-métrages
- 1994 : Ouf!

### Réalisateur

#### Cinéma
- 1993 : Just Friends
- 1997 : Evgueni Khaldei, photographe sous Staline
- 2001 : Oscar Niemeyer, un architecte engagé dans le siècle
- 2012 : Kinshasa Kids
- 2014 : Enfants sorciers, Kinshasa
- 2022 : I Am Chance

Courts-métrages en réalité virtuelle 360°
- 2020 : Kinshasa Now[1]

#### Courts-métrages
- 1996 : Le Réveil
- 2025 : Prout

Collections courts
- 1981 : Le professeur Adélard : 12 x 3'30"

- 1983 : Clap : 1200 x 8''
- 1989 : Wolinski : 40 x 20''
- 1991 : Mr Almaniak : 365 x 50''

### Producteur

#### Cinéma
- 1991 : La Thune
- 1993 : Just Friends
- 1997 : Evgueni Khaldei, photographe sous Staline
- 2001 : Oscar Niemeyer, un architecte engagé dans le siècle
- 2003 : Five Obstructions
- 2012 : Kinshasa Kids
- 2014 : Enfants sorciers, Kinshasa
- 2020 : The Barefoot Emperor
- 2022 : I Am Chance
- 2025 : Prout

Courts-métrages en réalité virtuelle 360°
- 2020 : Kinshasa Now

#### Courts-métrages
- 1996 : Le Réveil
- 2003 : Les Thermes de Karlovy Vary, Tchéquie

Collections courts
- 1981 : Le professeur Adélard

- 1983 : Clap
- 1989 : Wolinski
- 1991 : Mr Almaniak

#### Télévision
Séries télévisées
- 2002 : Kaléidoscope, regards sur un cadre de vie
- 2010 : La Terre, des Hommes : 5 x 26'

### Scénariste

#### Cinéma
- 1980 : Mama Dracula
- 1993 : Just Friends
- 1997 : Evgueni Khaldei, photographe sous Staline
- 2001 : Oscar Niemeyer, un architecte engagé dans le siècle
- 2012 : Kinshasa Kids
- 2014 : Enfants sorciers, Kinshasa
- 2022 : I Am Chance
- 2025 : Prout

Courts-métrages en réalité virtuelle 360°
- 2020 : Kinshasa Now

#### Courts-métrages
- 1996 : Le Réveil

Collections courts
- 1981 : Le professeur Adélard

- 1983 : Clap
- 1989 : Wolinski
- 1991 : Mr Almaniak

## Distinctions
Au total, les films de Marc-Henri Wajnberg ont été récompensés par plus de 100 prix internationaux.
- Just Friends a été récompensé par 13 prix internationaux, dont les prix de meilleur film belge, meilleur acteur (Josse de Pauw) et meilleur réalisateur au Festival de Film de Gand (Prix Joseph Plateau).
- Le Réveil a remporté, outre le Rail d'Or à Cannes, 22 autres prix internationaux.
- Evgueni Khaldeï, photographe sous Staline  a été primé par 3 prix et Oscar Niemeyer, Un architecte engagé dans le siècle a également été consacré internationalement par 13 prix.
- Kinshasa Kids a reçu le Prix des Droits de l’Homme, remis à Strasbourg par 8 ambassadeurs. Le film a été sélectionné à Venise, Toronto, Busan, New York, … (8 prix et plus de 50 festivals).
- Kinshasa Now a reçu 18 récompenses internationales et a été sélectionné dans 44 festivals dont la Mostra de Venise où il était en compétition officielle dans la section "réalité virtuelle".
- I Am Chance a été nommé aux Magritte et sélectionné dans 41 festivals internationaux, notamment aux États généraux du film documentaire. Il a reçu 14 récompenses.